# N86 (België)
De N86 is een gewestweg in de Belgische provincies Luik, Luxemburg en Namen. Deze weg vormt de verbinding tussen Aywaille en Ave-et-Auffe.
De totale lengte van de N86 bedraagt ongeveer 64 kilometer.

## Plaatsen langs de N86
- Aywaille
- Xhoris
- Ferrières
- My
- Vieuxville
- Bomal-sur-Ourthe
- Barvaux-sur-Ourthe
- Melreux
- Hotton
- Marche-en-Famenne
- Waha
- Marloie
- Hargimont
- On
- Jemelle
- Rochefort
- Han-sur-Lesse
- Ave-et-Auffe

## Aftakkingen

### N86a
De N86a is een aftakking van de N86 in Marche-en-Famenne. De 300 meter lange route verbindt de N86 en N63 met de N856 via de Rue Porte Basse  en Rue Dupont.

### N86b
De N86b is een aftakking van de N86 in Marche-en-Famenne. De 1,9 kilometer lange verbindt de N86 met de N856 via de Avenue de la Toison d'Or. Hierbij gaat de route onder spoorlijn 43 door en over de N4 heen.

### N86c
De N86c is een aftakking van de N86 in Marloie. De route verbindt de N86 met het treinstation Marloie via de Rue de la Station.

### N86f
De N86f is een aftakking van de N86 in Marche-en-Famenne. De route verbindt de N86 met de N86b via de Rue des Trois Bosses en heeft een lengte van ongeveer 550 meter.